# Isaak Phillips
Isaak Phillips, född 28 september 2001, är en kanadensisk-jamaicansk professionell ishockeyback som är kontrakterad till Chicago Blackhawks i National Hockey League (NHL) och spelar för Rockford Icehogs i American Hockey League (AHL). Han har tidigare spelat för Sudbury Wolves i Ontario Hockey League (OHL).
Phillips draftades av Chicago Blackhawks i femte rundan i 2020 års draft som 141:a spelare totalt.

## Statistik
| 2015–2016  | Barrie Colts U16   | ETA        | 2   | 0  | 0  | 0  | 0  | — | — | — | — | — |
| 2016–2017  | Barrie Colts U16   | ETA        | 35  | 6  | 17 | 23 | 28 | 8 | 0 | 0 | 0 | 0 |
|            | Barrie Colts U18   | ETA        | 3   | 0  | 0  | 0  | 0  | — | — | — | — | — |
| 2017–2018  | Stouffville Spirit | OJHL       | 52  | 3  | 8  | 11 | 40 | — | — | — | — | — |
| 2018–2019  | Sudbury Wolves     | OHL        | 68  | 3  | 11 | 14 | 54 | 8 | 0 | 1 | 1 | 6 |
| 2019–2020  | Sudbury Wolves     | OHL        | 63  | 9  | 17 | 26 | 27 | — | — | — | — | — |
| 2020–2021  | Rockford Icehogs   | AHL        | 27  | 2  | 7  | 9  | 14 | — | — | — | — | — |
| 2021–2022  | Chicago Blackhawks | NHL        | 1   | 0  | 0  | 0  | 2  | — | — | — | — | — |
|            | Rockford Icehogs   | AHL        | 4   | 0  | 2  | 2  | 2  | — | — | — | — | — |
| NHL totalt | NHL totalt         | NHL totalt | 1   | 0  | 0  | 0  | 2  | — | — | — | — | — |
| AHL totalt | AHL totalt         | AHL totalt | 31  | 2  | 9  | 11 | 16 | — | — | — | — | — |
| OHL totalt | OHL totalt         | OHL totalt | 131 | 12 | 28 | 40 | 81 | 8 | 0 | 1 | 1 | 6 |